# マーク・ハンバーガー
マーク・ジョン・ハンバーガー（Mark John Hamburger , 1987年2月5日 - ）は、アメリカ合衆国ミネソタ州セントポール出身の元プロ野球選手（投手）。右投右打。

## 経歴
メサビ・レンジ・コミュニティ・アンド・テクニカル・カレッジから、2007年にトライアウトを経てドラフト外でミネソタ・ツインズに入団。
2008年8月25日にエディ・グアダードとのトレードでテキサス・レンジャーズに移籍した。
2011年はAAA級ラウンドロック・エクスプレスで7勝を挙げ、8月31日のタンパベイ・レイズ戦でメジャーデビュー。5試合に登板し、9月26日のロサンゼルス・エンゼルス・オブ・アナハイム戦でメジャー初勝利を挙げた。
2012年はメジャーに昇格できず、6月25日にウェーバーでサンディエゴ・パドレスへ移籍。7月21日にウェーバーでヒューストン・アストロズへ移籍した。
2013年は2月13日に自由契約となり、独立リーグ・アメリカン・アソシエーションのセントポール・セインツでプレー。26試合に登板し、6勝8敗、防御率3.26の成績を残した。9月4日にミネソタ・ツインズとマイナー契約を結んだ。
2014年はツインズ傘下AA級ニューブリテン・ロックキャッツとAAA級ロチェスター・レッドウイングスで計4勝を挙げたが、メジャーに昇格することはできなかった。
2015年もAAA級ロチェスターでプレーし、11月6日にFAとなった。
2016年は独立リーグ・アメリカン・アソシエーションのセントポール・セインツに復帰。29試合に登板し、12勝8敗、防御率3.29の成績を残した。
その後は2018年まで独立リーグでプレーし、現役を引退した。

## 詳細情報

### 年度別投球成績
| 年 度     | 球 団     | 登 板 | 先 発 | 完 投 | 完 封 | 無 四 球 | 勝 利 | 敗 戦 | セ 丨 ブ | ホ 丨 ル ド | 勝 率 | 打 者 | 投 球 回 | 被 安 打 | 被 本 塁 打 | 与 四 球 | 敬 遠 | 与 死 球 | 奪 三 振 | 暴 投 | ボ 丨 ク | 失 点 | 自 責 点 | 防 御 率 | W H I P |
| --------- | --------- | ----- | ----- | ----- | ----- | -------- | ----- | ----- | -------- | ----------- | ----- | ----- | -------- | -------- | ----------- | -------- | ----- | -------- | -------- | ----- | -------- | ----- | -------- | -------- | ------- |
| 2011      | TEX       | 5     | 0     | 0     | 0     | 0        | 1     | 0     | 0        | 0           | 1.000 | 31    | 8.0      | 5        | 0           | 3        | 0     | 0        | 6        | 1     | 0        | 4     | 4        | 4.50     | 1.00    |
| 通算：1年 | 通算：1年 | 5     | 0     | 0     | 0     | 0        | 1     | 0     | 0        | 0           | 1.000 | 31    | 8.0      | 5        | 0           | 3        | 0     | 0        | 6        | 1     | 0        | 4     | 4        | 4.50     | 1.00    |

- 2011年度シーズン終了時

### 背番号
- 58 (2011年 - 同年終了)